# San Bartolomé de Pinllo

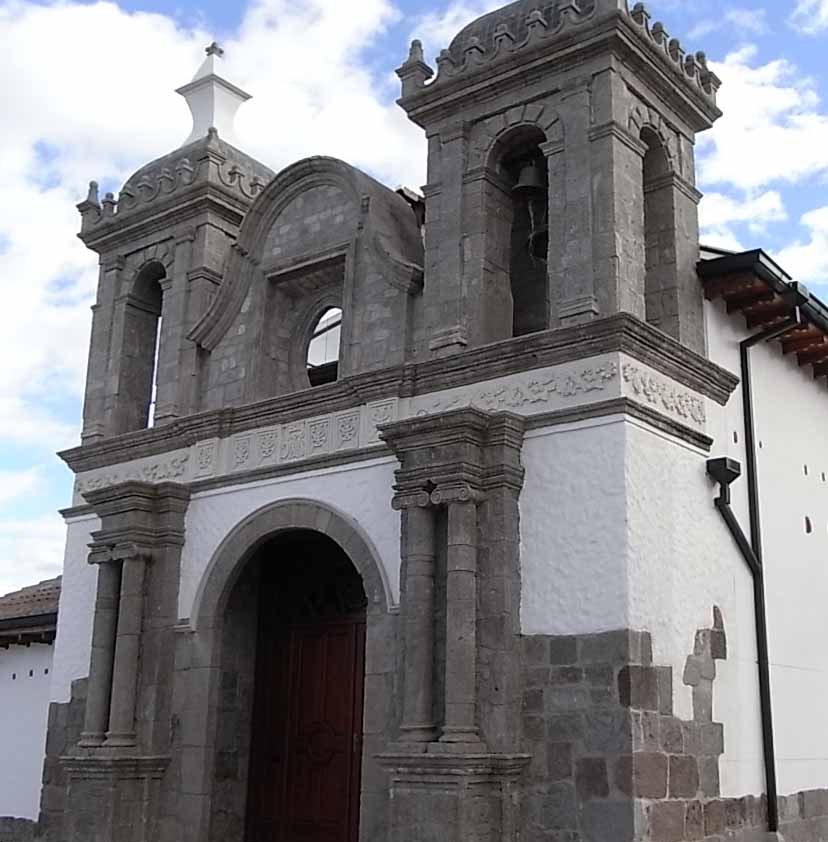
Antigua Iglesia Parroquial de Pinllo

San Bartolomé de Pinllo es una parroquia rural del cantón Ambato - Ecuador, del cual ya forma parte entre sus barrios ajardinados, situada en la parte noroccidental, detrás de la loma de Santa Elena, mirador natural de la ciudad.

## Historia
El nombre de la parroquia proviene de una planta del lugar. Su creación se remonta al siglo XVIII cuando se trasladó a este sitio, el antiguo poblado que ocupaba el actual centro de Ambato.

## Gastronomía
Pinllo tiene una gran fama por su sabroso pan, que a lo largo de más de 150 años le ha caracterizado, homenajeado incluso con una conocida melodía A los tiempos pan de Pinllo. Son también tradicionales las gallinas asadas, el caldo de morcilla y la fritada.

## Lugares Turísticos
- Antigua Iglesia del Señor del Consuelo (restaurada)
- Parque central
- Huertos y quintas del entorno de gran producción frutal
- Loma de Santa Elena con el mirador y monumento a la Primera Imprenta